# 사토 류타
사토 류타(佐藤 隆太, 1980년 2월 27일 ~)는 도쿄도 메구로구 출신 일본의 배우이다. 니혼 대학 영화 학과를 졸업했으며, 소속사는 K 팩토리이다. 2009년에 결혼했으며, 같은 해 딸 한 명을 얻었다.

## 출연 작품

### 드라마
- 2000년: 《이케부쿠로 웨스트 게이트 파크》
- 2001년: 《HERO 제7화》
- 2001년: 《천국의 가장 가까운 남자》
- 2002년: 《키사라즈 캐츠아이》
- 2002년: 《천재 유교수의 생활》
- 2003년: 《너는 펫》
- 2004년: 《프라이드》
- 2004년: 《동경만경》
- 2004년: 《나와 그녀와 그녀가 사는 길 스페셜》
- 2005년: 《겨울 운동회》
- 《이혼변호사》
  - 2005년 《이혼변호사 신춘 스페셜》
  - 2005년 《이혼변호사 2: 핸섬 우먼》
- 2006년: 《사토미 팔견전》
- 2006년: 《윤무곡》
- 2006년: 《걸 서클》
- 2006년: 《도쿄 타워: 엄마와 나, 때때로 아빠》
- 2007년: 《풍림화산》 - 야자키 헤이조 역
- 2007년: 《날개를 잃은 천사들》
- 2007년: 《엄마가 요리를 하는 이유》
- 2007년: 《밤비노!》
- 2007년: 《가희》
- 2008년: 《루키즈》
- 2009년: 《결혼 활동!》
- 2010년: 《바른생활 사나이》
- 2011년: 《프로포즈 형제: 혈액형 별 남자가 결혼하는 법》
- 2011년: 《타임슬립 닥터 진 완전판》
- 2011년: 《남극대륙》
- 2012년: 《망상수사: 구와가타 고이치 준교수의 스타일리시한 생활》
- 2014년: 《실연 쇼콜라티에》
- 2015년: 《꽃 타오르다》 - 마에바라 잇세이 역

### 영화
- 2000년: 《기묘한 이야기 영화 특별편》
- 2003년: 《안녕, 쿠로》
- 2003년: 《록커즈》
- 2003년: 《키라라즈 캐츠아이 일본 시리즈》
- 2006년: 《마미야 형제》
- 2006년: 《도쿄 프렌즈 더 무비》
- 2006년: 《키라라즈 캐츠아이 월드 시리즈》
- 2006년: 《7월 24일 거리의 크리스마스》
- 2008년: 《가치 보이》
- 2009년: 《루키즈: 졸업》
- 2011년: 《슬랩스틱 브라더스》
- 2019년: 《빛의 아버지: 파이널 판타지 XIV》 - 요시이 신타로 역